# 程輝
程辉（1114年—1196年），字日新，蔚州灵仙县（今河北省蔚县）人。金代大臣，金世宗时参知政事。
金熙宗皇统二年（1142年）擢进士第。由尚书省令史升任为左司都事。升为南京（今河南省开封市）转运使。因南京宫殿起火，以失职罪，降为磁州（今河北省磁县）刺史。改任陕西东路转运使，转任户部尚书。金世宗大定二十三年（1183年）拜参知政事。因为他敢于进言，无所隐避，受世宗称赞。大定二十六年（1186年），因年老致仕。承安二年（1196年）去世，谥忠简。为人倜傥敢言，博学喜杂家，尤好论医，崇尚刘完素学说，善用寒凉药治病。

## 延伸阅读
[在维基数据编辑]
 《金史·卷95》，出自脱脱《遼史》